# Sheung Wan

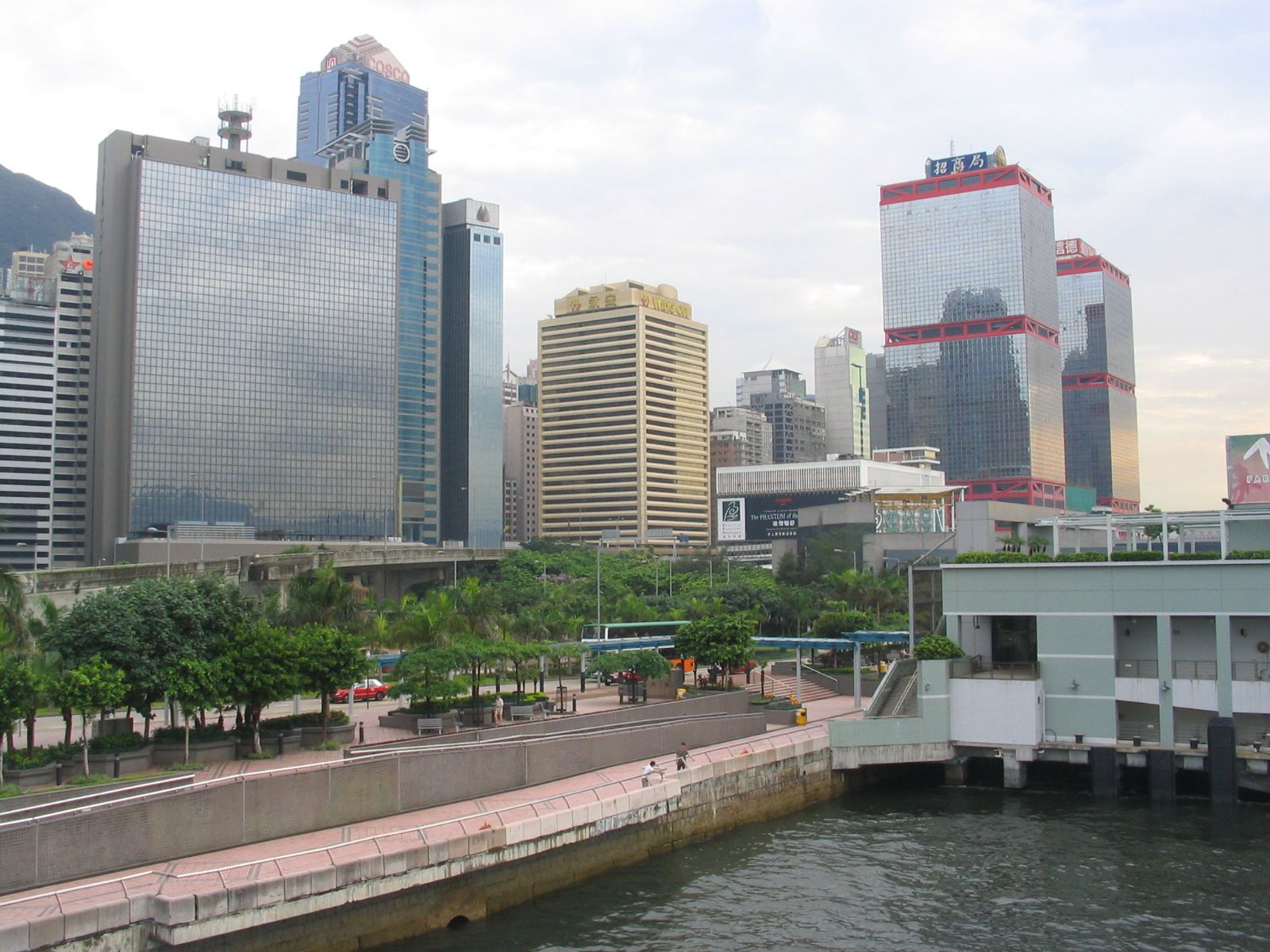
Bâtiments commerciaux côtiers à Sheung Wan

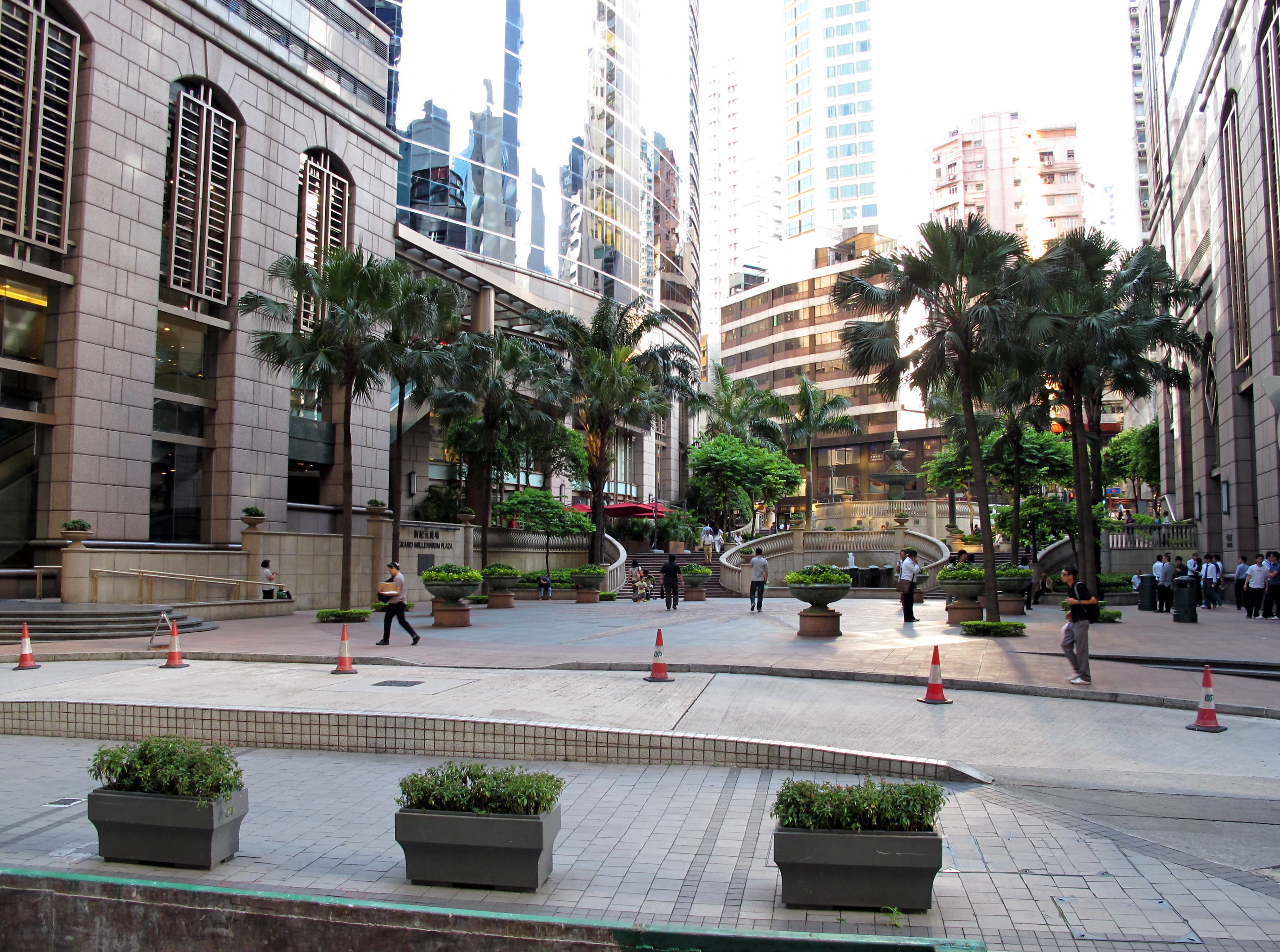
Millennium Plaza à Sheung Wan

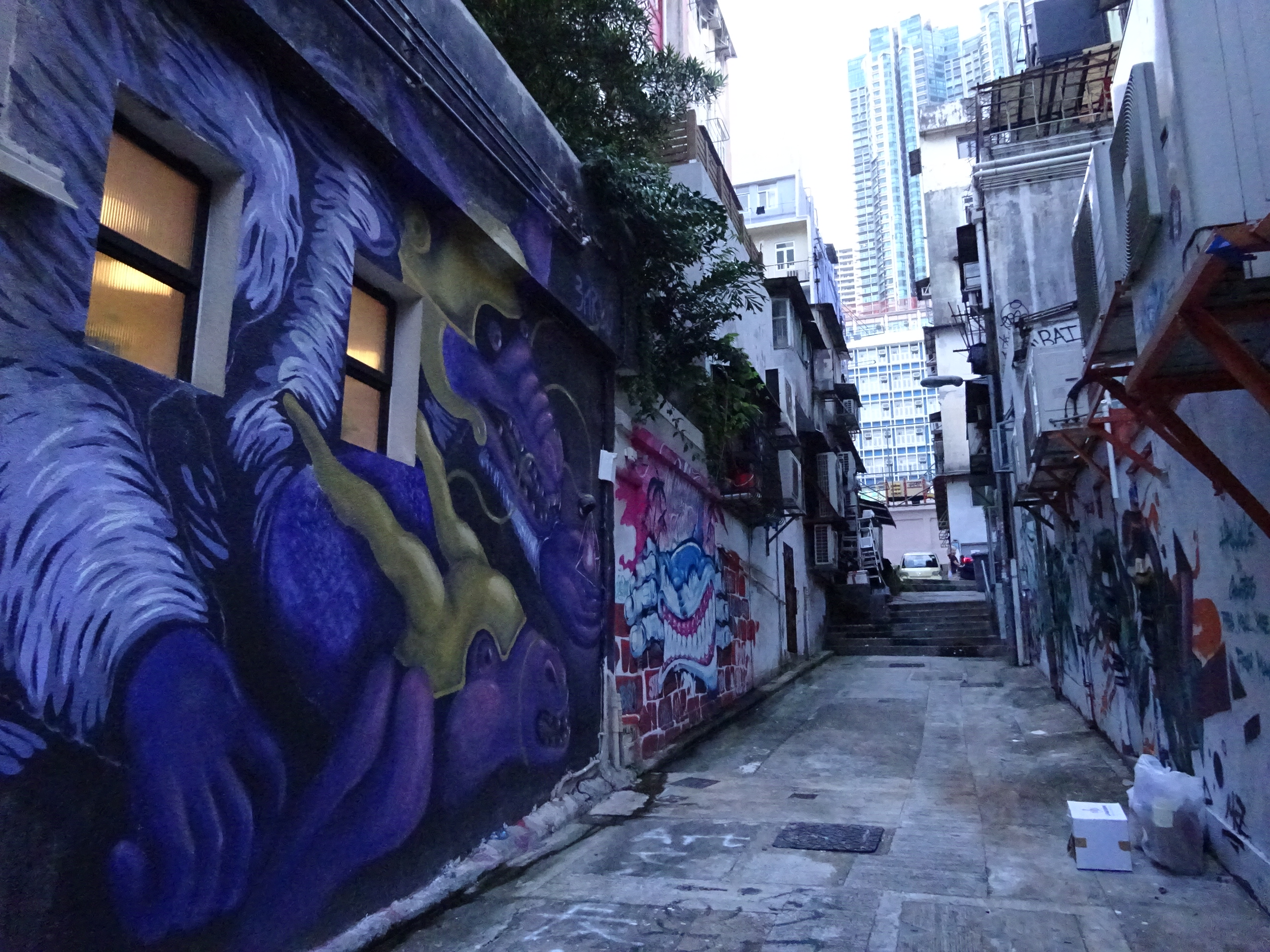
Graffiti rue Tai Ping Shan à Sheung Wan

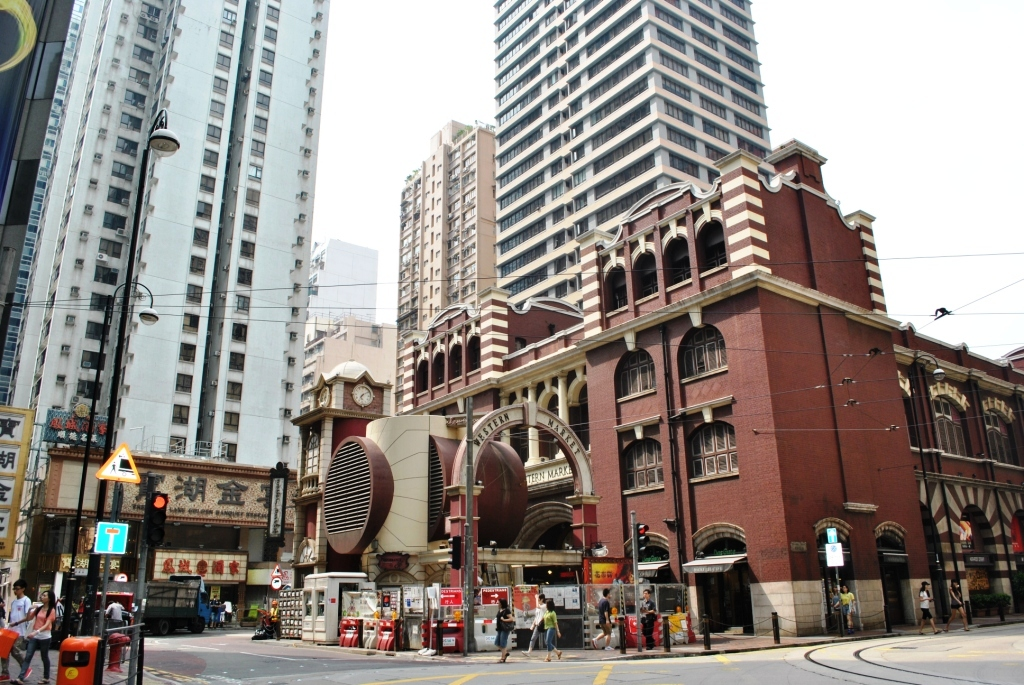
Western Market, Sheung Wan

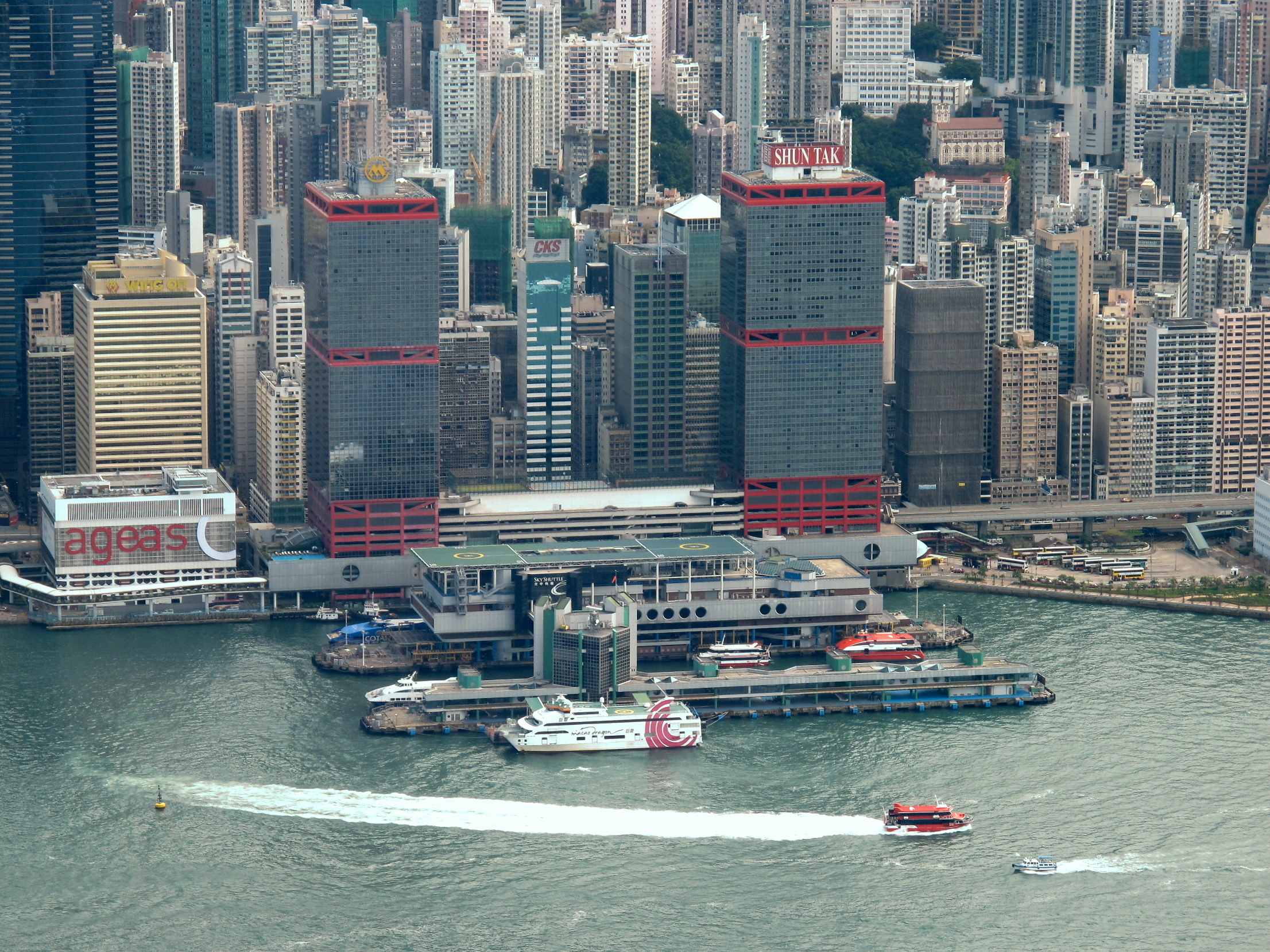
Le Terminal du ferry Hong Kong–Macao à Sheung Wan

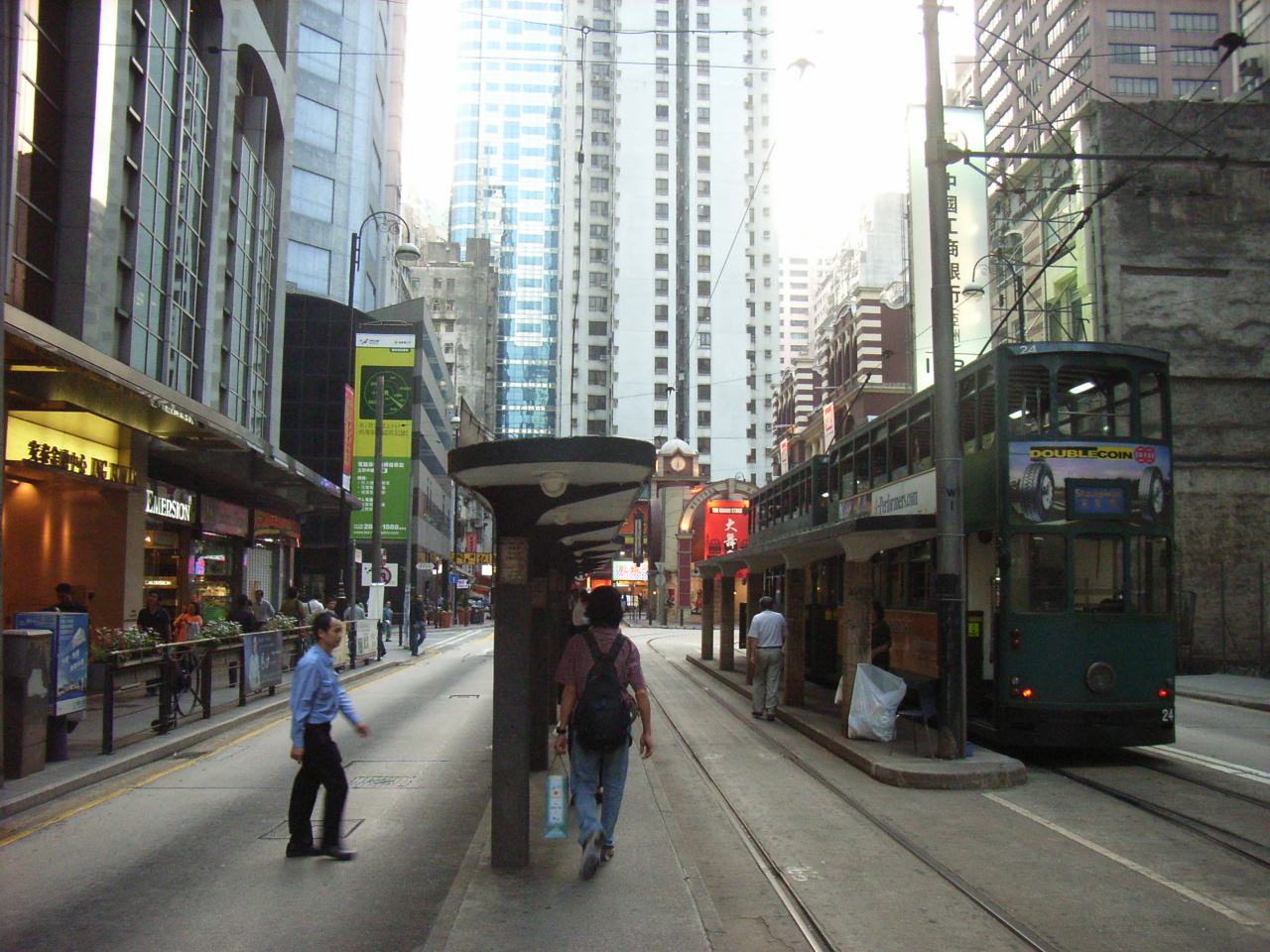
Terminus du tramway de Sheung Wan

Sheung Wan est une zone de Hong Kong, située au nord-ouest de l'île de Hong Kong, entre Central et Sai Ying Pun. Administrativement, il fait partie du district Central and Western. Le nom peut être traduit par District Supérieur (occupant un terrain relativement élevé par rapport à Central et Wan Chai), ou Gateway District (peut-être une référence à l'endroit où les Britanniques sont entrés et ont occupé Hong Kong pour la première fois).

## Histoire
Sheung Wan est l'une des premières localités colonisées par les Britanniques et fait partie de l'historique Victoria City. Le site de l'occupation initiale de l'île de Hong Kong par les forces britanniques en 1842 se trouvait à Possession Street, entre Queen's Road Central et Hollywood Road. Une plaque commémorative se trouve au parc de Hollywood Road, en haut de Possession Street. Possession Point, au départ de Possession Street, se trouvait à l'époque sur le littoral, mais se trouve aujourd'hui à plusieurs centaines de mètres à l'intérieur des terres en raison de la poldérisation.

## Géographie
Sheung Wan est entouré par Sai Ying Pun à l'ouest, Central à l'est, Victoria Harbour au nord et Victoria Peak au sud. Une partie des Mid-Levels est située dans le quartier de Sheung Wan. La frontière entre Central et Sheung Wan est constituée de l'ensemble de Castle Lane, de l'ensemble de Aberdeen Street, de l'ensemble de Wing Kut Street, de la section de Des Voeux Road Central entre Wing Kut Street et Wing Wo Street, de la section de Wing Wo Street au nord de Des Voeux Road Central, de la section de Connaught Road Central entre Wing Wo Street et Rumsey Street, et de la section de Rumsey Street de Connaught Road Central jusqu'au bord de l'eau. Garfield Mansion se trouve à Sheung Wan, tandis que Green Field Court se trouve à Central. L'emplacement de la frontière au sud de Seymour Road dans les Mid-Levels n'est pas connu.

## Lieux notables
- Asia Art Archive
- Blake Garden
- Parc de Hollywood Road
- Musée des sciences médicales de Hong Kong[1]
- Temple Man Mo
- Pak Tsz Lane Park
- Sheung Wan Civic Centre
- Sheung Wan Market[2]
- Shun Tak Centre
- Soho (également partie de Central)
- The Center
- Tung Wah Hospital
- Western Market
- YMCA of Hong Kong Bridges Street Centre[3]

## Route de Sheung Wan
La route de Sheung Wan fait partie du Sentier du patrimoine de Central and Western conçu par le Bureau des antiquités et monuments et le Département des loisirs et des services culturels. L'itinéraire couvre 35 bâtiments et sites historiques à Sheung Wan.

## Rues
Les rues de Sheung Wan comprennent :
- Aberdeen Street, marquant la frontière avec Central
- Bonham Strand et Bonham Strand West
- Bridges Street
- Cleverly Street (急庇利街). Nommée d'après Charles Saint George Cleverly, 2d Surveyor General du gouvernement de Hong Kong[5].
- Des Voeux Road Central et Des Voeux Road West
- Gough Street
- Hillier Street
- Hollywood Road (aussi dans Central)
- Jervois Street
- Ladder Street et d'autres ladder streets
- Man Wa Lane
- Morrison Street (摩利臣街)
- Possession Street
- Pound Lane, une ladder street
- Queen's Road Central et Queen's Road West
- Rumsey Street
- Shing Wong Street, une ladder street
- Tai Ping Shan Street, une rue commerçante populaire[6]
- Upper and Lower Lascar Row
- Wellington Street, Hong Kong (also in Central)
- Wing Lee Street
- Wing Lok Street (Hong Kong) (zh) (永樂街)
- Wing Sing Street

## Transport
Sheung Wan est desservi par la station de Sheung Wan, anciennement le terminus ouest de la Island Line du métro MTR. Kennedy Town est devenu le nouveau terminus de la Island Line le 28 décembre 2014.
Le tramway de Hong Kong traverse également Sheung Wan, et l'un des terminus de tramway, Western Market, est situé à la jonction de Des Voeux Road Central et de Morrison Street, près de son homonyme.
Le terminal du ferry Hong Kong-Macao, situé dans le Shun Tak Centre, propose des ferries et des hélicoptères pour Macao et plusieurs destinations en Chine continentale.
De nombreuses lignes de bus passent par Sheung Wan. Le terminus de bus Central (ferry de Macao), situé à côté du terminal de ferry Hong Kong-Macau, est l'un des plus grands terminus de bus de l'île de Hong Kong.

## Économie
Le siège social de Wing On se trouve à Wing On Centre (永安中心) à Sheung Wan.

## Éducation
Sheung Wan fait partie du réseau d'écoles primaires à admission unique (POA) 11. Ce réseau scolaire comprend plusieurs écoles subventionnées (gérées de manière indépendante mais financées par l'État) et les écoles publiques suivantes : Bonham Road Government Primary School et Li Sing Primary School (李陞小學).
En raison de l'importance de la population française expatriée, l'École française internationale de Hong Kong gérait auparavant une école maternelle aux 2-4 de Tung Fai Gardens (東暉花園) à Sheung Wan.